# 지느러미엉겅퀴
지느러미엉겅퀴는 국화과에 속하는 두해살이풀이다. 아시아 온대 지방과 유럽 원산이며, 북아메리카에도 퍼져 있다. 지느레미엉겅퀴, 엉거시라고도 부른다.

## 생태
들이나 길가에서 자란다. 줄기는 높이 70~100센티미터이고 모가 나며 지느러미 모양의 날개가 세로로 달리며 날카로운 가시가 있다. 잎은 어긋나고 긴 타원 모양이며 끝이 뾰족하다. 깊게 갈라지며 가장자리에 줄기처럼 날카로운 가시가 달린 톱니가 있다. 꽃은 6~8월에 줄기 끝마다 대롱꽃으로만 된 보라색 두상화가 핀다. 열매는 수과이며 갓털은 흰색이다.

## 쓰임새
생약 이름은 비렴(飛廉)이다. 엉겅퀴처럼 잎을 살짝 데쳐서 쓴맛을 빼낸 뒤 나물로 무쳐 먹는다.

## 사진

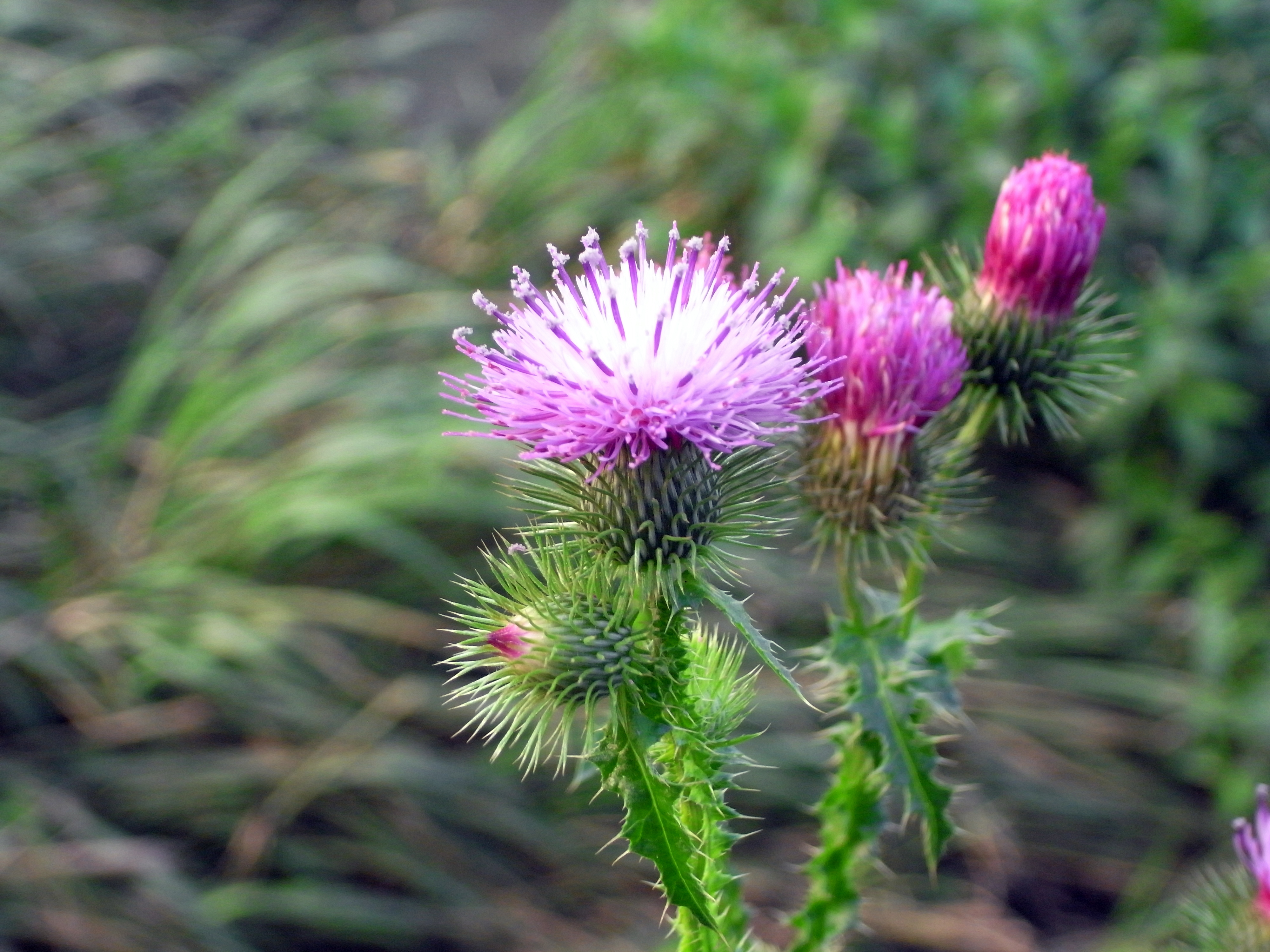
꽃
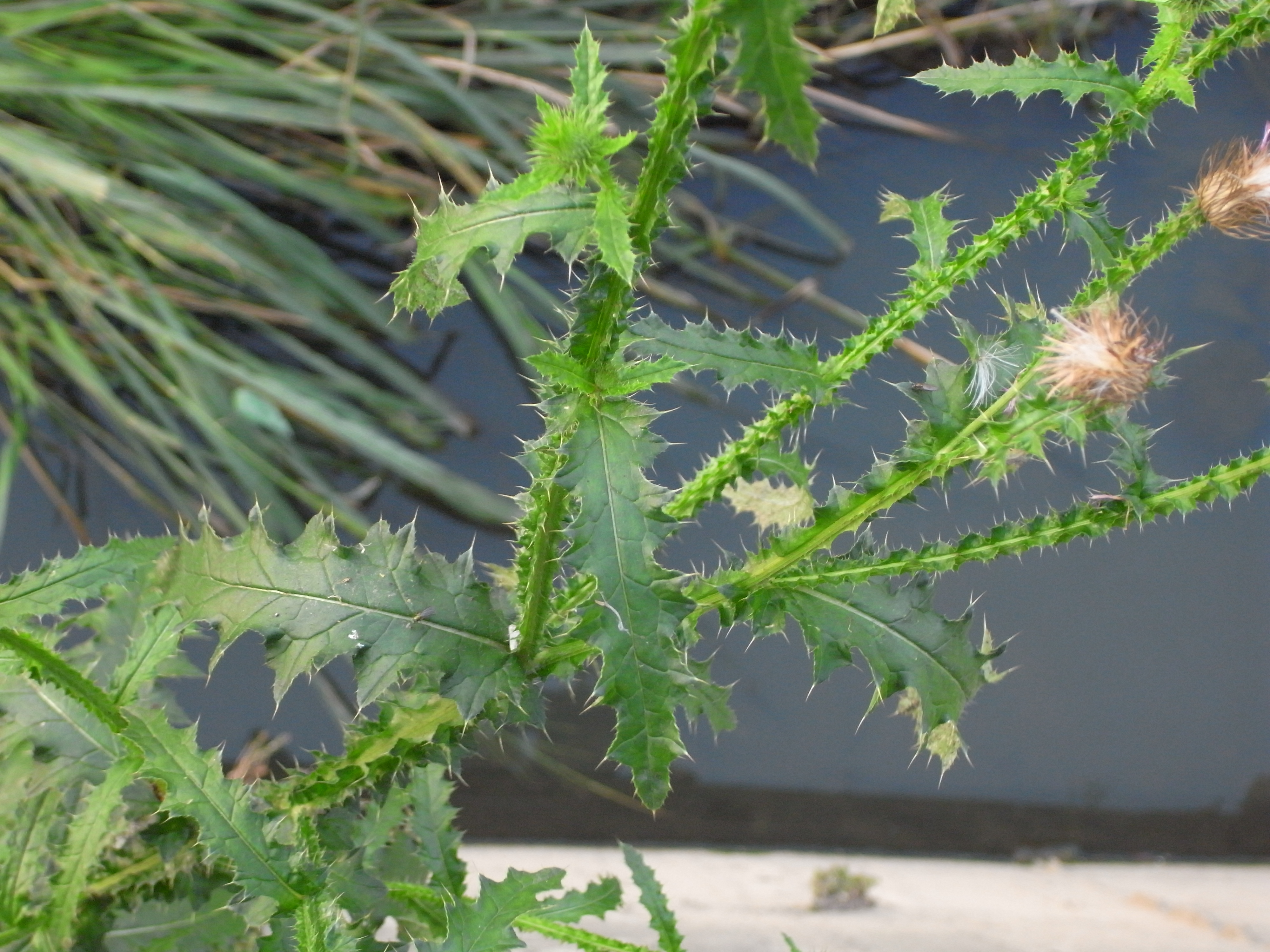
잎줄기
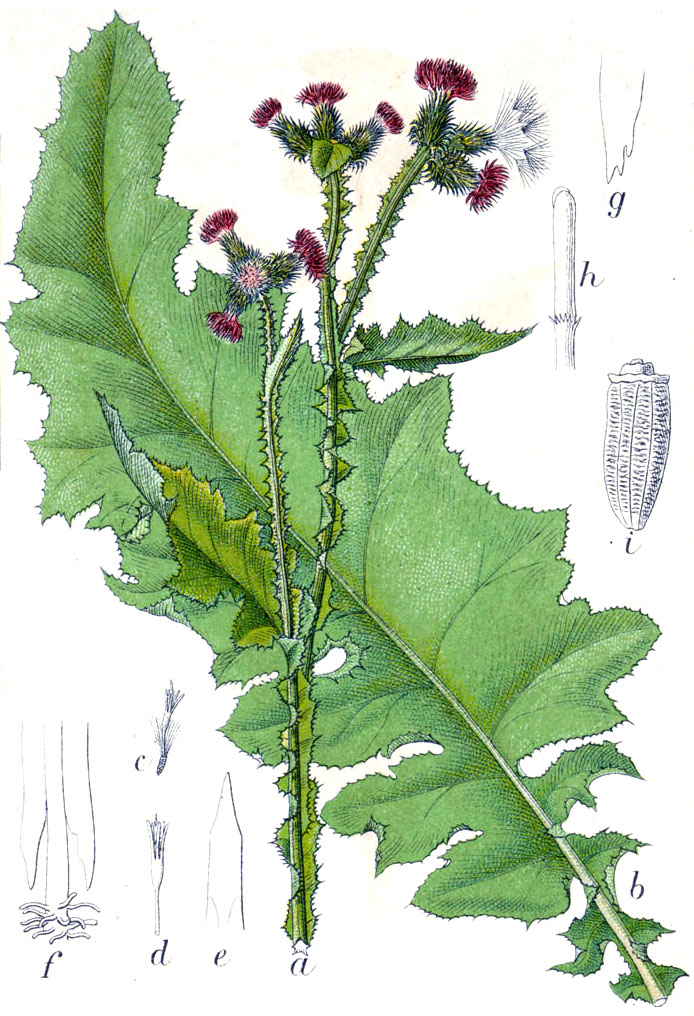
그림

## 참고 문헌
- 고경식; 김윤식 (1988). 《원색한국식물도감》. 아카데미서적.
- 이동혁 (2007). 《오감으로 찾는 우리 풀꽃》. 도서출판 이비컴. ISBN 978-89-89484-57-8.
- 이재명 (2009). 《느긋하게 친해져도 괜찮아 산나물 421》. 환크리에이티브컴퍼니. ISBN 978-89-958791-6-0.